# Prontuário Eletrônico
Prontuário Eletrônico do Paciente (PEP) é um modelo de prontuário médico digital padronizado.

## Definição de prontuário médico
O prontuário médico, de acordo com a resolução nº 1.638/2002 do Conselho Federal de Medicina, é um “documento único constituído de um conjunto de informações, sinais e  imagens registradas, geradas a partir de fatos, acontecimentos e situações sobre a saúde do paciente e a assistência a ele prestada, de caráter legal, sigiloso e científico, que possibilita a comunicação entre membros da equipe multiprofissional e a continuidade da assistência prestada ao indivíduo”.
O nome prontuário tem origem no latim promptuarium, prontuario, local onde se guardam as coisas que devem estar à mão; e também em promputs, preparado, designando, assim, um documento de informações úteis que deve estar de fácil acesso.
Portanto, o prontuário médico é um documento que centraliza os dados de saúde de um paciente, auxiliando na conclusão de um diagnóstico e no mapeamento de um plano terapêutico (tratamento).
Todo atendimento em saúde inclui o envolvimento e a participação de uma variedade de profissionais: dentistas, médicos, enfermeiros, farmacêuticos, nutricionistas, psicólogos, fisioterapeutas, e outros, podendo ocorrer em diferentes locais, como consultórios particulares, hospitais, unidades básicas de saúde, postos de saúde, ambulatórios, etc. Para realização destas atividades, são necessárias a coleta e avaliação de informações de diferentes fontes, que vão garantir a continuidade do processo de cuidado garantido ao paciente. Tais dados precisam ser organizados de modo a produzir um conteúdo que servirá de apoio para tomada de decisão sobre o tipo de tratamento ao qual o paciente deverá ser submetido, orientando todo o processo de atendimento à saúde de um indivíduo ou de uma população. Vale ressaltar que o dado clínico é muito heterogêneo para ser introduzido em sistemas tradicionais de informação.
Atualmente entende-se que o prontuário tem como funções:
- Fonte de informação clínica e administrativa para tomada de decisão e meio de comunicação compartilhado entre todos os profissionais;
- Registro legal das ações médicas;
- Deve apoiar a pesquisa (estudos clínicos, epidemiológicos, avaliação da qualidade);
- Deve promover o ensino e gerenciamento dos serviços, fornecendo dados para cobranças e reembolso, autorização dos seguros, suporte para aspectos organizacionais e gerenciamento do custo.

Um novo modelo de atendimento à saúde está aparecendo com:
- Mais integração e gerenciamento do cuidado, ou seja, o atendimento clínico tem que ser visto como um todo.
- Foco do atendimento no nível primário, entendendo que os hospitais continuam a ser um centro para diagnóstico e cuidado de problemas complexos e para procedimentos cirúrgicos e cuidados intensivos.
- Pagamento do atendimento prestado é dirigido por melhor gerenciamento do processo de atenção, encorajando a eficiência (custo-benefício) do atendimento e na utilização de recursos.
- Mais competência e capacitação dos profissionais.
- Equipe interdisciplinar, colaborativa, conduzida por uma organização horizontal. Não existe um profissional que seja mais importante que outro, uma vez que todos colaboram para que o paciente se restabeleça. O cliente dos serviços de saúde não é o médico e sim, o paciente.

Este modelo de atendimento utiliza a informação e a integração como elementos essenciais de organização. Neste aspecto, a estrutura computacional que surge oferecendo solução é o chamado Prontuário Eletrônico do Paciente (PEP), que é uma forma proposta para unir todos os diferentes tipos de dados produzidos em variados formatos, em épocas diferentes, feitos por diferentes profissionais da equipe de saúde em distintos locais. 
Assim, deve ser entendido como sendo a estrutura eletrônica para manutenção de informação sobre o estado de saúde e o cuidado recebido por um indivíduo durante todo seu tempo de vida.

## Definição de prontuário eletrônico
Prontuário Eletrônico do Paciente (PEP) é definido como um sistema de prontuário médico padronizado digital. O prontuário eletrônico é um meio virtual, um repositório onde todas as informações de saúde, clínicas e administrativas, ao longo da vida de um indivíduo, estão armazenadas, e muitos benefícios podem ser obtidos deste formato de armazenamento.
Dentre eles, podem ser destacados: acesso rápido aos problemas de saúde e intervenções atuais; acesso a conhecimento científico atualizado com consequente melhoria do processo de tomada de decisão; melhoria de efetividade do cuidado, o que por certo contribuiria para obtenção de melhores resultados dos tratamentos realizados e atendimento aos pacientes; possível redução de custos, com otimização dos recursos.
O Institute of Medicine (IOM, 1997), entende que o prontuário eletrônico do paciente é “um registro eletrônico que reside em um sistema especificamente projetado para apoiar os usuários fornecendo acesso a um completo conjunto de dados corretos, alertas, sistemas de apoio à decisão e outros recursos, como links para bases de conhecimento médico”.
O Computer-based Patient Record Institute define o prontuário eletrônico como um registro computadorizado cujas informações “sobre o estado de saúde e os cuidados que um indivíduo recebeu durante toda sua vida” são mantidas eletronicamente. 
Segundo Tang e McDonald, o registro eletrônico do paciente “é um repositório de informação mantida de forma eletrônica sobre o estado de saúde e de cuidados de saúde de um indivíduo, durante toda sua vida, armazenado de modo a servir a múltiplos usuários legítimos”.
Os sistemas de prontuário eletrônico têm se desenvolvido cada vez mais, ampliando as possibilidades de registro de dados e tornando a rotina dos atendimentos mais prática para o médico. Além do registro clínico completo, com anamneses, registro de consultas e retornos, textos emitidos para o paciente, como prescrições e atestados, os prontuários eletrônicos também podem oferecer formulários específicos para especialidades médicas, inclusive com opção de criação de formulários personalizados, ficha para registro de imagens e vídeos e cadastros auxiliares de saúde como CID-10, tabela TUSS e bulário integrados para facilitar a inserção de informações no prontuário.

## Para que serve
- Acesso remoto e simultâneo: vários profissionais podem acessar um mesmo prontuário simultaneamente e de forma remota. Com a possibilidade de transmissão via Web, os médicos podem rever e editar os prontuários de seus pacientes a partir de qualquer lugar do mundo.
- Disponibilidade: o registro eletrônico dos dados permite que eles estejam sempre disponíveis e facilmente acessíveis, já que podem ser sincronizados com a nuvem, possibilitando ao médico acessar os dados de prontuários de pacientes quando precisar, inclusive por meio de celulares e tablets. Algumas tecnologias já permitem inclusive ter os prontuários dos pacientes disponíveis offline, através de aplicativo mobile que se integra ao sistema de prontuário eletrônico.
- Legibilidade: registros feitos à mão são difíceis de ler, na maioria das vezes. Os dados na tela ou mesmo impressos são muito mais fáceis de ler.
- Segurança de dados: sistema bem projetado com recursos de backup seguros e planos de desastres, garantindo melhor e de forma mais confiável que os dados não vão sofrer danos e perdas.
- Confidencialidade dos dados do paciente: o acesso ao prontuário pode ser dado por níveis de direitos dos usuários e este acesso ser monitorado continuamente. Auditorias podem ser feitas para identificar acessos não autorizados.
- Flexibilidade de layout: o usuário pode usufruir de formas diferentes de apresentação dos dados, visualizando em ordem cronológica crescentes ou não, orientado ao problema e orientado à fonte.
- Integração com outros sistemas de informação: uma vez em formato eletrônico, os dados do paciente podem ser integrados a outros sistemas de informação e bases de conhecimento,  sendo armazenados localmente ou à distância.
- Captura automática de dados: dados fisiológicos podem ser automaticamente capturados dos monitores, equipamentos de imagens e resultados laboratoriais, evitando erros de transcrição.
- Processamento contínuo dos dados: os dados devem ser estruturados de forma não ambígua; os programas podem verificar continuamente consistência e erros de dados, emitindo alertas e avisos aos profissionais.
- Assistência à pesquisa: o dado estruturado pode facilitar os estudos epidemiológicos. Os dados em texto-livre podem ser estudados por meio de uso de palavras-chave.
- Saídas de dados diferentes: o dado processado pode ser apresentado ao usuário em diferentes formatos: voz, imagem, gráfico, impresso, e-mail, alarmes e outros.
- Relatórios: os dados podem ser impressos de diversas fontes e em diferentes formatos, de acordo com o objetivo de apresentação - gráficos, listas, tabelas, imagens isoladas, imagens sobrepostas, etc.
- Dados atualizados: por ser integrado possui dados atualizados - um dado que entra no sistema em um ponto, automaticamente atualiza e compartilha a informação nos outros pontos do sistema.

## Como funciona
O primeiro passo para desenvolver um PEP é o entendimento de que a construção do prontuário eletrônico é um processo.
Uma vez coletada a informação clínica e administrativa de pacientes individuais, ela é registrada em um determinado formato para fins de armazenamento e tal registro passa a ser fisicamente distribuído entre os hospitais, agências de seguro-saúde, clínicas, laboratórios e demais setores envolvidos, sendo compartilhado entre os profissionais de saúde, de acordo com os direitos de acesso de cada um. Além de integração, o PEP possui interoperabilidade, que é a habilidade de dois ou mais sistemas computacionais trocarem informações, de modo que a informação trocada possa ser utilizada.
Os modernos sistemas de informação em saúde devem ser construídos de forma a apoiar o processo local de atendimento, sendo portanto orientados aos processos, apoiando o trabalho diário e fornecendo comunicação dentro e fora da instituição, tendo uma estrutura comum. Deve existir um único registro por paciente que atenda as novas demandas de acompanhamento da produção, do custo e da qualidade. Para tanto, alguns pré-requisitos são: estrutura padronizada e concordância sobre a terminologia, definir regras claras de comunicação, arquivamento, segurança e privacidade.
Proposta do Institute of Medicine dos Estados Unidos que tem sido uma das instituições que mais estimula a criação e implantação do Prontuário Eletrônico do Paciente. Este instituto apresenta um relatório (IOM, 1997) que contém doze atributos para ser o gold standard para a criação, desenvolvimento, implantação e uso do prontuário eletrônico:
- Oferecer uma lista que indique os problemas atuais e pregressos do paciente: uma lista de problemas deve denotar o número de ocorrências associadas com o passado e o problema corrente, assim como o estado (ativo, inativo, resolvido, indeterminado, etc.) atual de cada problema;
- Ser capaz de medir o estado funcional e de saúde do paciente: estas medidas de resultados não têm sido efetivamente tratadas pelos vendedores de sistemas. Em um mercado de saúde crescentemente competitivo, é imperativo dar mais atenção à medidas de resultado e de qualidade do cuidado prestado;
- Poder documentar o raciocínio clínico em diagnósticos, conclusões e na seleção de intervenções terapêuticas: permitir compartilhar o raciocínio clínico com outros profissionais, desenvolver meios automáticos para acompanhar os caminhos do processo de tomada de decisão;
- Ser um registro longitudinal, abrangendo toda a vida do paciente, ligando todos os dados de consultas e atendimentos prévios;
- Garantir confidencialidade e privacidade e apoiar os processos de auditoria clínica e administrativa; os desenvolvedores de sistemas precisam suprir os diferentes níveis de segurança para garantir acesso adequado às informações confidenciais do cliente;
- Oferecer acesso contínuo a usuários autorizados: usuários precisam ser capazes de acessar o registro do paciente a qualquer momento;
- Permitir visualização simultânea e customizada dos dados do paciente pelos profissionais, departamentos e empresas. Esta função melhora a eficiência do trabalho técnico de usuários específicos permitindo que o dado seja apresentado no formato que é mais usado por estes usuários. A flexibilidade em permitir diferentes e simultâneas visualizações dos dados é uma característica que a maioria dos fabricantes tem dificuldade em conseguir atender;
- Permitir o acesso a outros recursos de informação, locais e remotos: bases de dados em texto, correio eletrônico, CD-ROM. O acesso a fontes externas de informação deve garantir ao profissional obtenção de dados necessários para auxiliar o cuidado ao paciente;
- Facilitar a solução de problemas clínicos, fornecendo instrumentos de análise e de decisão. Exemplos destes instrumentos são os alertas e os sistemas de apoio à decisão clínica e administrativa;
- Facilitar a inserção de dados diretamente pelo médico: fornecer mecanismos e interfaces simples e diretas para a entrada de dados;
- Apoiar profissionais no gerenciamento e controle de custos para melhoria da qualidade: esta área não tem sido muito enfocada, mas é de grande importância para auxiliar o controle administrativo e financeiro dos sistemas de atenção, disponibilizando uma margem de competitividade no mercado de saúde;
- Ter flexibilidade para apoiar a incorporação de existentes e futuras necessidades das especialidades clínicas: deve ser flexível para ser expandido.

Fatores de sucesso na implantação de um PEP são: cooperação, tornar disponíveis programas de tratamento (protocolos, guias de conduta, alertas, avisos), a educação da equipe e a implantação de normas e padrões tecnológicos e em relação aos dados. Todavia, o sucesso de um sistema depende mais das pessoas do que da tecnologia.

## Obstáculos críticos no desenvolvimento e implantação do PEP
- Falta de entendimento das capacidades e benefícios do PEP: é importante que todos os usuários do sistema e a diretoria da instituição estejam cientes de todos os recursos e benefícios que o PEP pode oferecer. Sem o devido entendimento, o usuário pode não vislumbrar todos os recursos que pode usufruir, levando os desenvolvedores a um deficiente levantamento dos requisitos do sistema. Isto acarreta o desenvolvimento de um sistema ineficiente, incapaz de atender as necessidades reais dos usuários. Por isso é importante a presença de um profissional com formação em informática médica.
- Padronização: falta de padronização nos sistemas provoca a perda ou inviabiliza muitos dos recursos que podem ser disponibilizados, como alertas, sistemas de apoio à decisão, pesquisas clínicas e outros.
- Interface com o usuário: para que os dados sejam armazenados de forma estruturada, a entrada destes dados deve também ser feita de forma estruturada. Texto livre, embora mais aceito pelos profissionais, dificulta sua captura, quando não a inviabiliza.
- Segurança e confidencialidade: a construção de sistemas que não valorizam a segurança e confidencialidade dos dados do paciente podem estar fadados ao fracasso e desencadearem processos legais contra a instituição. Além, disso, contribuem para criar ou aumentar a falta de confiança dos usuários.
- Falta de infraestrutura: para o intercâmbio de dados e gerenciamento de recursos é necessária a adoção de padrões de comunicação, leis e regras que regulamentem o processo de transmissão, além de especialistas no desenvolvimento de sistemas de PEP e redes locais, regionais e nacionais.
- Aceitação pelo usuário: se o usuário não for envolvido no processo desde o desenvolvimento, participando ativamente e colaborando, ele pode resistir ao uso do sistema e até mesmo desencadear atitudes de sabotagem.
- Aspectos legais: a falta de legislação que regula o uso do meio eletrônico como forma de armazenar o prontuário sem papel e o uso de assinatura eletrônica são importantes fatores que bloqueiam a difusão do PEP.
- Conteúdo do PEP: Informações que os gestores e os médicos julgarem necessárias, tanto para um banco de dados para estudo quanto para a geração de informações e indicadores administrativos.
- Mudança de comportamento: estar convencido da necessidade de mudar e aceitar incorporação de novos recursos não quer dizer comportamento alterado. Sistemas que interferem nos hábitos rotineiros das pessoas em geral não são bem aceitos ou demoram algum tempo para serem aceitos, exigindo, portanto, envolvimento e constante treinamento e ensino.

Outras barreiras para se chegar a um prontuário eletrônico, onde as informações clínicas encontram-se totalmente integradas são: a falta de planejamento estratégico na implantação do sistema; pouco ou nenhum incentivo interno da organização para atingir a integração clínica, uma vez que a ideia de visualizar o todo para poder tratar uma das partes não é praticada por muitos; autonomia dos hospitais e, principalmente, falta de planejamento do atendimento à saúde da população.
A tendência na informática em saúde para a construção do prontuário eletrônico é cada vez mais uma realidade. Porém, o investimento é grande, tanto do ponto de vista humano como financeiro e organizacional. O processo é longo e a integração dos profissionais é compulsória. Porém, se o interesse é a busca da qualidade cada vez maior no atendimento à saúde da população, este investimento e os recursos necessários já estão justificados.

## Certificação de sistemas informatizados de PEP, RES ou e-Saúde
A certificação de sistemas médicos no Brasil é tema controverso. Para sistemas de PEP e Registro Eletrônico de Saúde (RES), também denominado Sistema Eletrônico de Saúde (e-Saúde) a certificação envolve um processo de auditoria que verifica se o sistema atende 100% dos requisitos obrigatórios definidos no Manual de Certificação.
Para a definição dos requisitos, o Conselho Federal de Medicina (CFM) e a Sociedade Brasileira de Informática em Saúde (SBIS) realizou uma extensa revisão das experiências e projetos similares e fez uso de diversas normas nacionais e internacionais para garantir um alinhamento com as tendências e, ainda, plena adesão à legislação nacional. Os fundamentos da maior parte dos requisitos são normas ISO internacionais.
A Resolução CFM Nº 1821/2007 aprova as normas técnicas concernentes à digitalização e uso dos sistemas informatizados para a guarda e manuseio dos documentos dos prontuários dos pacientes, autorizando a eliminação do papel e a troca de informação identificada em saúde.
Embora o CFM endosse a certificação de softwares pela SBIS, esta não é uma certificação obrigatória e também não segue os parâmetros internacionais dos mecanismos de certificação de sistemas. O processo internacional preconiza que as normas sejam ISO (no Brasil NBR) e que haja auditoria independente, ou seja, os auditores não podem ser ligados à quem compõe a norma.
Além disso, a legislação brasileira prevê que documentos digitalmente assinados com certificados digitais válidos são considerados autênticos perante a lei. Há na certificação pela SBIS uma inserção controversa de requisitos com relação à forma como o documento foi gerado para que ele pudesse ser considerado um documento autêntico, isso destoa do conceito de assinatura digital que requer apenas a checagem da validade da assinatura.
Muito ainda há que se caminhar até que a informática médica brasileira tenha condições de gerar documentos digitais com assinaturas válidas, sem burocracia e sem ampliação de custos.
Nos Estados Unidos, o login e senha dos usuários médicos de sistemas informatizados são suficientes para darem autenticidade aos documentos gerados.

## Comparação com registros em papel
Embora ainda haja debates acalorados sobre a superioridade dos registros médicos eletrônicos em relação aos de papel, a literatura de pesquisa pinta um quadro mais realista de suas vantagens e desvantagens. Registros médicos manuscritos podem ser de difícil leitura, o que pode contribuir para erros médicos.
A integração de registros eletrônicos de saúde (EHR) pode ajudar significativamente a clínica a aumentar a eficiência, pois as ferramentas médicas digitais podem ajudar a equipe a economizar tempo e automatizar uma parte significativa das tarefas tediosas. Registros eletrônicos podem ajudar na padronização de formulários, terminologia e entrada de dados. A digitalização de formulários facilita a coleta de dados para pesquisas epidemiológicas e clínicas.

## Acesso dos pacientes aos registros médicos eletrônicos
Fornecer informações aos pacientes é um elemento central do cuidado de saúde centrado no paciente e demonstrou ter um impacto positivo nos resultados do tratamento. Fornecer aos pacientes acesso aos seus registros médicos, incluindo históricos médicos e resultados de exames através de registros eletrônicos, é um direito legal em algumas partes do mundo.
Há evidências de que o acesso dos pacientes pode ajudar os pacientes a entender suas condições e envolvê-los ativamente em seu tratamento. Por exemplo, oferecer às pessoas com diabetes tipo 2 acesso aos seus registros médicos eletrônicos pode ajudá-las a reduzir os níveis de açúcar no sangue.
Problemas com a concessão de acesso aos registros médicos eletrônicos para pacientes incluem o risco de aumentar a confusão ou preocupação se a pessoa não entender ou não conseguir contextualizar os resultados dos testes. Além disso, muitos registros médicos eletrônicos não são projetados para pessoas com qualquer nível de educação e não consideram as necessidades de pessoas com níveis educacionais mais baixos ou aquelas que não têm proficiência no idioma. O acesso aos registros médicos eletrônicos requer um certo nível de competência com dispositivos eletrônicos, o que agrava a desigualdade para aqueles que não têm acesso ou sofrem de alguma doença mental ou física que limita seu acesso ao sistema eletrônico. 

## Vantagens para o profissional de saúde
- Rapidez - o usuário é capaz de entrar e recuperar o dado rapidamente, agilizando diagnósticos e a tomada de decisão.
- Facilidade - o histórico ou situação clínica do paciente tem acesso multiusuário.
- Comunicação - ampliação da possibilidade de comunicação entre a equipe multiprofissional.
- Melhora o fluxo de trabalho - aumenta a eficiência e efetividade.
- Melhora a documentação - mais clareza e legibilidade.
- Economia de papel.

## Riscos para o paciente
- Perda de privacidade;
- Risco de planos de saúde com acesso ao prontuário rejeitarem pacientes[17]